# Eugene Goldwasser
Eugene Goldwasser (* 14. Oktober 1922 in Brooklyn, New York; † 17. Dezember 2010 in Chicago, Illinois) war ein US-amerikanischer Biochemiker, der maßgeblich an der Entdeckung, Isolierung und Strukturanalyse des Hormons Erythropoetin beteiligt war.

## Kurzbiographie
Eugene Goldwasser wuchs in bescheidenen Verhältnissen auf. Sein Vater musste im Zuge der Weltwirtschaftskrise von 1929 seine kleine Schneiderei in Brooklyn schließen und war danach zunächst arbeitslos. Aufgrund fehlender finanzieller Mittel war auch Goldwassers älterer Bruder gezwungen, sein Studium an der New York University abzubrechen. Die Familie zog schließlich nach Kansas City, wo Vater und Bruder im Betrieb eines Onkels eine neue Anstellung fanden.
Als High-School-Schüler erweckte die Lektüre der Romane Dr. med Arrowshmith (1925) von Sinclair Lewis und Microbe Hunters (1926) von Paul de Kruif seine Leidenschaft für Naturwissenschaften. Seine universitäre Laufbahn begann er am ’’Kansas City Community College’’, bevor er 1941 ein Stipendium der University of Chicago erhielt, der er auch als späterer Professor für Biochemie bis zu seiner Emeritierung im Jahr 2002 treu blieb.
Nach dem Angriff auf Pearl Harbor und dem Eintritt der USA in den Zweiten Weltkrieg bekam Eugene Goldwasser eine Festanstellung am ’’Institut für Toxikologie’’ der Universität, wo er an der Forschung und Entwicklung von Antidots gegen chemische Kampfstoffe arbeitete. 1944 wurde Goldwasser in den Armeedienst bestellt. Bis zum Ende des Krieges mit Japan war er im Biowaffen-Labor von Fort Detrick, Maryland stationiert und an der Anthrax-Forschung beteiligt. Nach dem Krieg ging Goldwasser zurück nach Chicago und beendete dort seine Doktorarbeit in der Biochemie. Im Jahr 1952, inzwischen verheiratet und Vater eines Sohnes, wurde er wissenschaftlicher Assessor am ’’Argonne Cancer Research Hospital’’, das später ein Teil der Universitätskliniken in Chicago wurde. Dort kam es zur Begegnung mit Leon Orris Jacobson, mit dem ihn bis zu dessen Tod 1992 ein enges wissenschaftliches und freundschaftliches Verhältnis verband. Ab 1954 arbeiteten beide Wissenschaftler nahezu ausschließlich an der Erforschung jenes humoralen Faktors, dessen Existenz bereits zu Anfang des Jahrhunderts vorhergesagt wurde und dem man rund 40 Jahre später den Namen ’’Erythropoetin’’ (kurz: EPO) gab. 1957 konnten Goldwasser und Jacobson nachweisen, dass EPO in der Niere gebildet wird. Rund 20 Jahre später gelang ihnen schließlich die Isolierung des Hormons: Für die Reindarstellung von 8 Milligramm humanem EPO benötigten sie 2250 Liter Urin von Patienten mit aplastischer Anämie.

## Würdigung
Erythropoetin zählt heute zu den bedeutendsten Biopharmazeutika weltweit, wenn die Umsatzzahlen und das Spektrum möglicher medizinischer Indikationen bei der Bewertung zugrunde gelegt werden. Ohne die Arbeiten Goldwassers und seiner Mitarbeiter wäre die wirtschaftliche Nutzung und medizinische Anwendung des Hormons undenkbar. Die Leistungen Eugene Goldwassers in der Medizingeschichte des 20. Jahrhunderts sind vergleichbar mit denen eines Frederick Banting oder eines Alexander Fleming, ohne jemals über die Fachwelt hinaus deren Bekanntheit erreicht zu haben.
1991 wurde Goldwasser in die American Academy of Arts and Sciences gewählt. 1996 erhielt er den Karl Landsteiner Memorial Award.